# Asociación Deportiva Municipal Puntarenas
L'Asociación Deportiva Municipal Puntarenas és un club de futbol costa-riqueny de la ciutat de Puntarenas.

## Història
El club va ser fundat el 9 de gener de 1952.
Disputà la Liga Mayor (la segona divisió) fins al 1963, any en què ascendí a primera on romangué nou temporades, fins al 1972. El 1973 disputà la Liga de Ascenso, i tres anys més tard obtingué el títol, ascendint de nou a primera divisió. Romangué en aquesta categoria 24 temporades, fins al 2000. Fou subcampió els anys 1978, 1982 i 1983 i es proclamà campió del país l'any 1986.
El 23 de gener de 2009, per irregularitats en la inscripció de jugadors, fou descendit a la lliga amaeteur (LINAFA).

## Palmarès
- Lliga costa-riquenya de futbol:[2]
  - 1986
- Segona divisió costa-riquenya de futbol: 
  - 1976

## Futbolistes destacats
- Leonidas Flores
- Kleber Ponce
- Carlos "El Pistón" Velazquez
- Luis Galagarza
- Javier Astúa
- Alfredo "El Diablo" Contreras
- Johnny "El Bombero" Arías